# Чаат

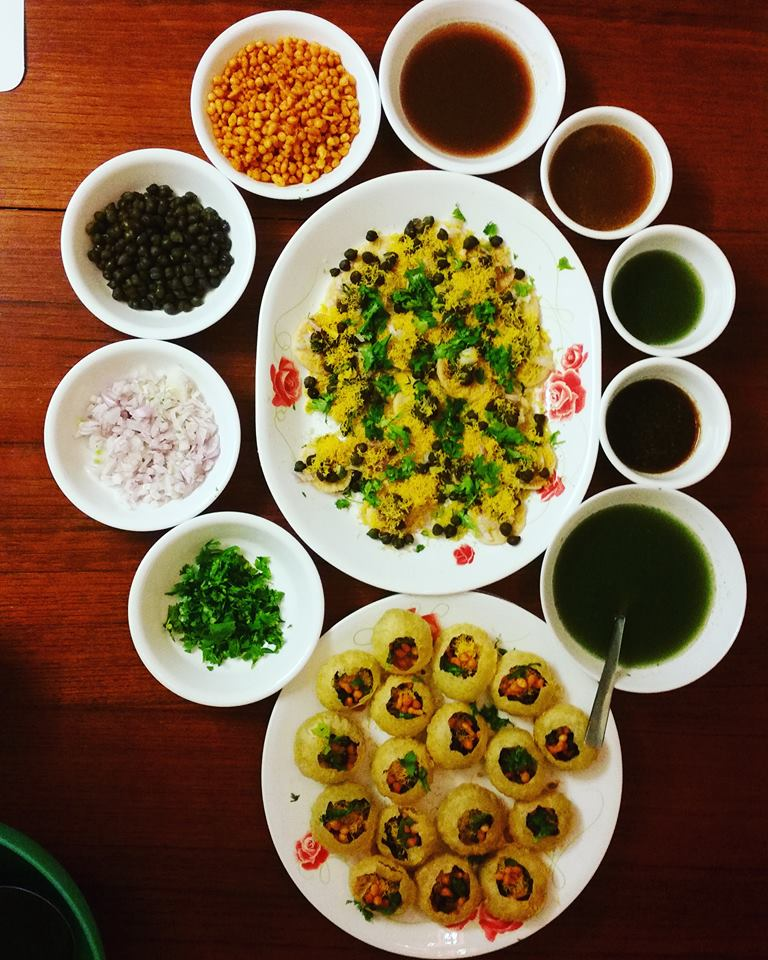
Панипури

Ча(а)т (дев. चाट) — вегетарианская уличная закуска, родом из индийского штата Уттар-Прадеш, которая повсеместно продаётся (обычно с передвижных тележек) в качестве лёгкого перекуса на улицах городов Индии, Бенгалии, Пакистана и Непала. Одна из основных разновидностей уличной еды в Южной Азии. Обычно представляет собой сочетание варёного или жареного картофеля, замоченных в йогурте нутовых шариков (дахи-вада) и различных соусов и/или приправ, среди которых основной считается чаат-масала. Одна из самых популярных разновидностей чаата называется панипури.